# Nubischer Steinbock
Der Nubische Steinbock, auch Nubien-Steinbock oder Syrischer Steinbock (Capra nubiana), ist eine auf der Arabischen Halbinsel und im nordöstlichen Afrika lebende Paarhuferart. Er ist nahe mit dem Alpensteinbock verwandt und wird oft als dessen Unterart geführt.

## Merkmale

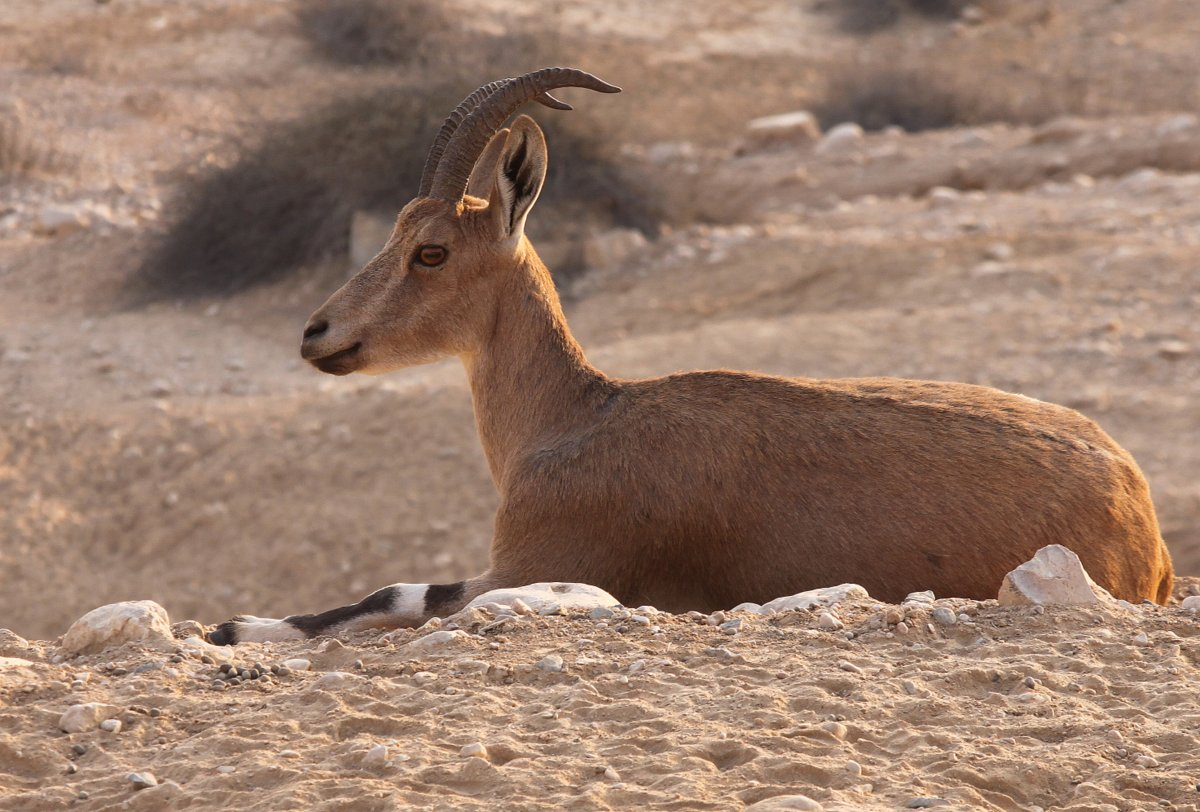
Ausgewachsenes Weibchen des Nubischen Steinbocks

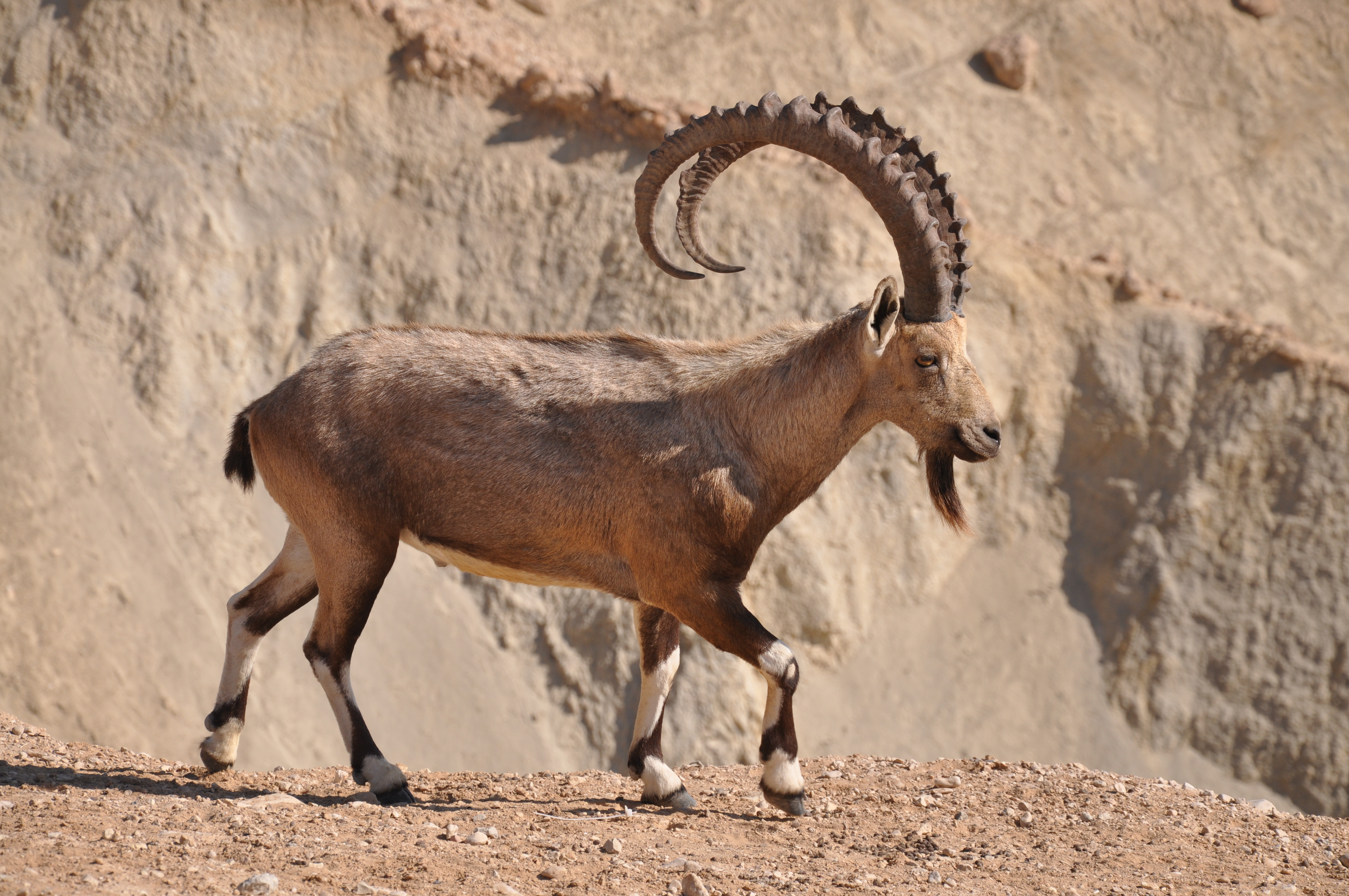
Ausgewachsenes Männchen des Nubischen Steinbocks

Verglichen mit Alpensteinböcken sind Nubische Steinböcke kleiner und heller. Sie erreichen eine Kopfrumpflänge von 105 bis 125 Zentimeter, wozu noch ein 15 bis 20 Zentimeter langer Schwanz kommt. Ihre Schulterhöhe beträgt 65 bis 75 Zentimeter und ihr Gewicht 25 bis 70 Kilogramm; Männchen werden deutlich schwerer als Weibchen. Das Fell ist an der Oberseite sandfarben und an der Unterseite heller, nahezu weiß, gefärbt. An den Beinen befinden sich charakteristische schwarz-weiße Zeichnungen. Besonders die Männchen weisen neben ihrem dunklen Bart auch einen Aalstrich auf. Bei ihnen verfärben sich während der Brunftzeit Nacken, Brust, Schultern und Flanken dunkelbraun bis schwarz.
Beide Geschlechter tragen Hörner, wie bei allen Ziegen sind diejenigen der Männchen dabei erheblich größer. Bei den Weibchen erreichen sie maximal 35 Zentimeter und sind vergleichsweise dünn, bei den Männchen können sie bis zu 1,2 Meter lang werden, wobei sie dann im ausgewachsenen Stadium einen fast kompletten Bogen mit letztlich nach vorn zeigenden Spitzen bilden.

## Verbreitung und Lebensraum
Nubische Steinböcke sind auf der Arabischen Halbinsel und im nordöstlichen Afrika beheimatet. In der Levante und auf der Arabischen Halbinsel kommen sie in Israel, Jordanien, Saudi-Arabien, Jemen und Oman vor, in Syrien und im Libanon sind sie ausgerottet. In Nordostafrika bewohnen sie die Rotmeerküste Ägyptens, des Sudans und Eritreas. Allerdings ist ihr Verbreitungsgebiet stark zersplittert und fragmentiert. Lebensraum dieser Tiere sind felsige Wüstenregionen.

## Lebensweise

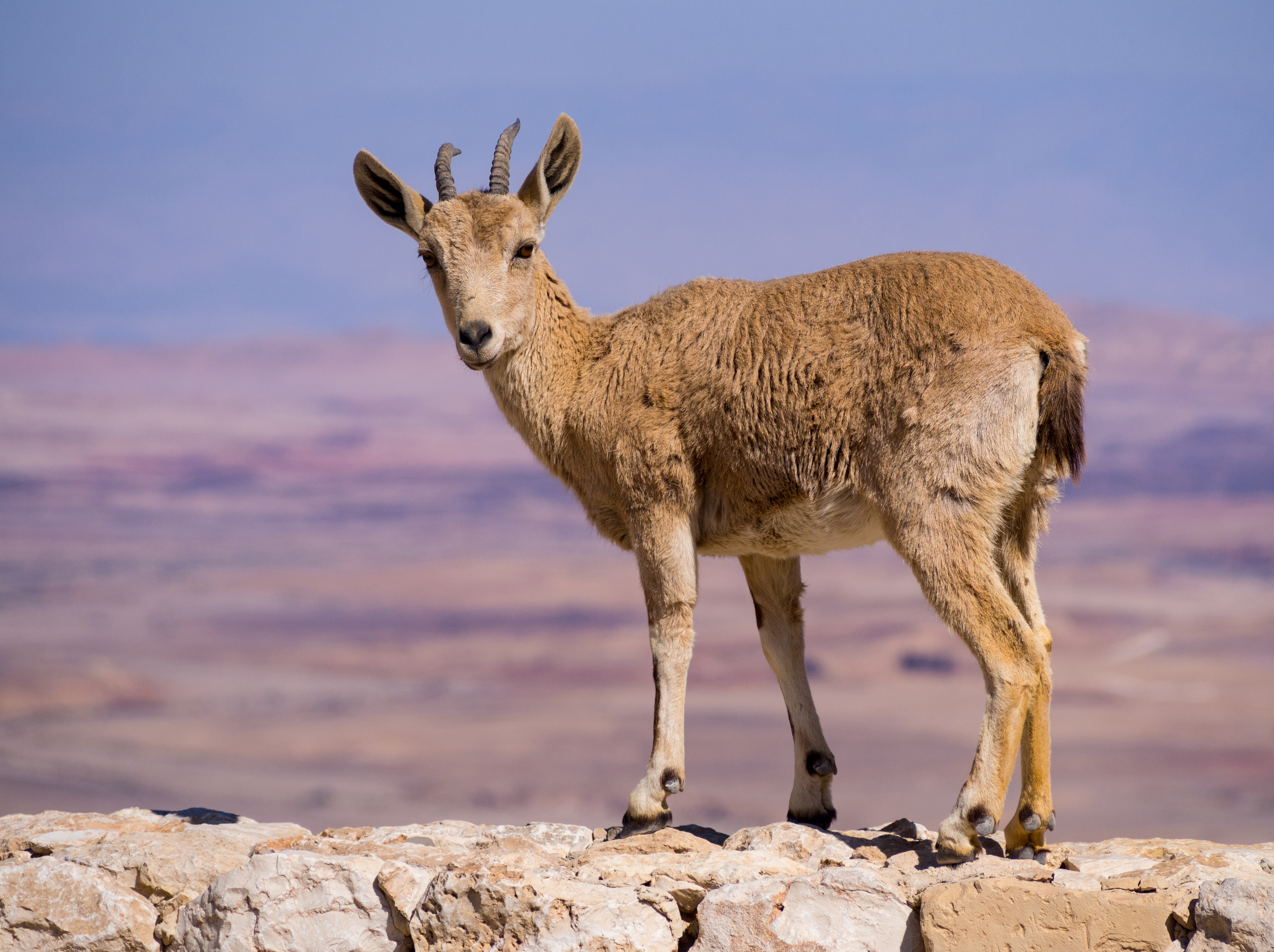
Juveniler Nubischer Steinbock in der Negev-Wüste bei Mitzpe Ramon

Nubische Steinböcke sind im Gegensatz zu vielen anderen wüstenbewohnenden Tieren nicht nachtaktiv und auf regelmäßiges Trinken angewiesen. In den Sommermonaten verbringen die Tiere die Nacht in offenem Gelände, im Winter suchen sie dazu Höhlen oder Überhänge auf. Sie sind Pflanzenfresser, die sich von Gräsern, Kräutern und anderem ernähren.
Weibchen leben in Gruppen von 10 bis 20 Tieren mitsamt ihrem Nachwuchs bis zum Alter von drei Jahren. Männchen leben die meiste Zeit über in Junggesellengruppen oder einzelgängerisch. In der Paarungszeit, meist im Oktober, suchen die Böcke Anschluss an eine Weibchenherde und kämpfen mit anderen Männchen heftig um das Paarungsvorrecht.
Nach einer rund fünfmonatigen Tragzeit bringt das Weibchen meist im März ein bis zwei Jungtiere zur Welt. Diese bleiben bis zum Alter von rund drei Jahren bei ihrer Mutter. Im gleichen Alter werden sie geschlechtsreif, aufgrund der Sozialstruktur erfolgt die erste Fortpflanzung oft erst einige Jahre später.

## Bedrohung
Hauptbedrohung des Nubischen Steinbocks sind die Bejagung und die Wilderei; hinzu kommt die Verdrängung aus seinen Lebensräumen durch Hausziegen, Kamele oder verwilderte Esel. In einigen Ländern wie Israel und Saudi-Arabien sind sie vollständig geschützt, wobei die Umsetzung der Schutzmaßnahmen oft nur mangelhaft geschieht. In vielen Ländern sind die Populationen auf wenige Tiere abgesunken, aktuelle Zahlen gibt es jedoch nicht. Die IUCN führt die Art als gefährdet (vulnerable).

## Systematik

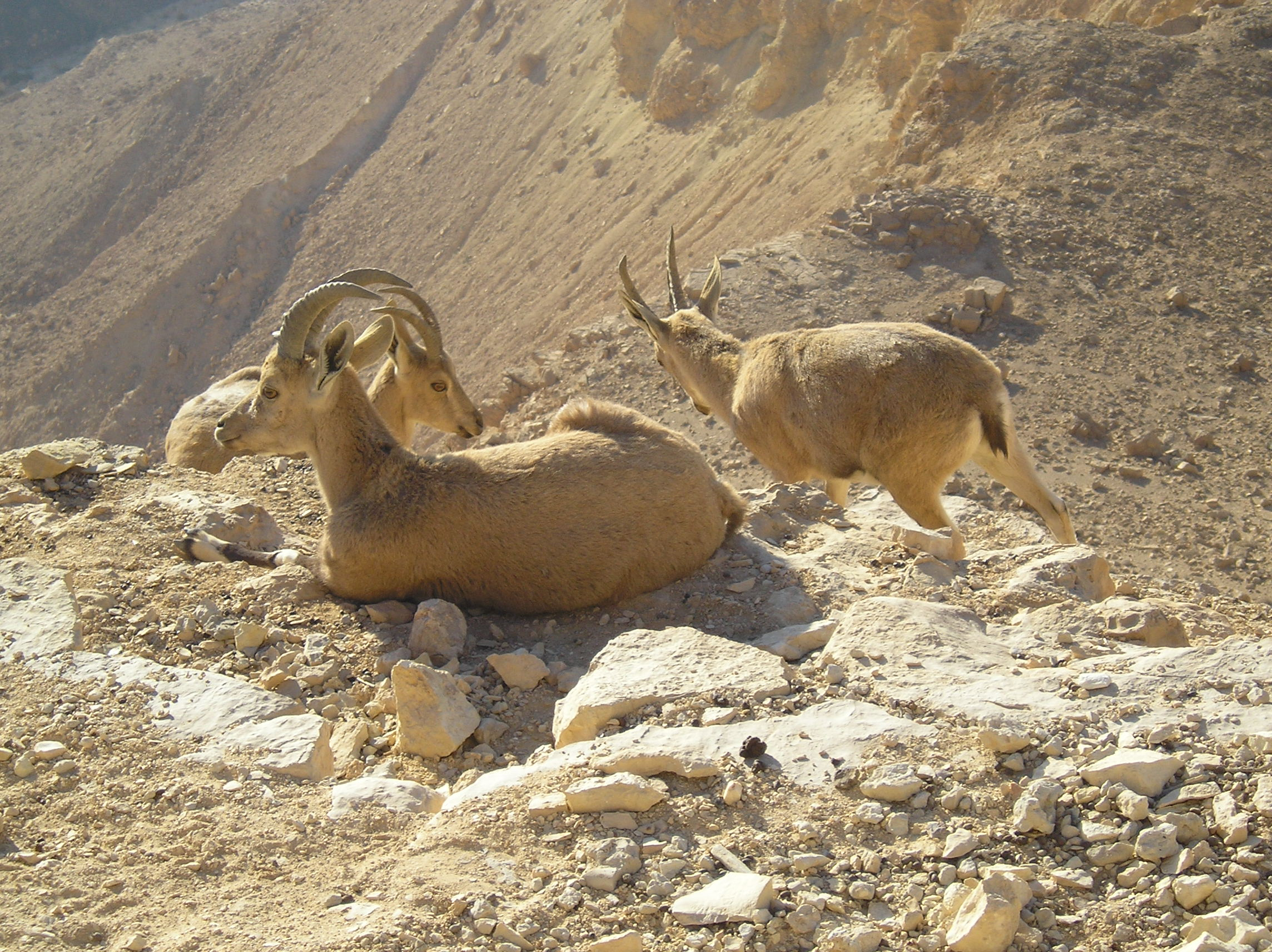
Nubische Steinböcke

Der Nubische Steinbock ist nahe mit dem Alpensteinbock verwandt, gemeinsam mit dem Sibirischen Steinbock werden diese drei Populationen oft zu einer Art zusammengefasst, den „Gewöhnlichen Steinbock“. Andere Steinböcke wie der Iberische oder der Äthiopische Steinbock stehen ihnen hingegen nicht so nahe und sind allgemein als getrennte Arten anerkannt. Ob der Nubische Steinbock als eigene Art (Capra nubiana) oder Unterart des „Gewöhnlichen Steinbocks“ (als Capra ibex nubiana) gilt, ist Definitionsfrage; die Systematik hier folgt Wilson & Reeder (2005) und führt ihn als eigene Art.